# Gagil-Tomil
Gagil-Tomil, manchmal auch  Gagil-Tamil, jedoch auch Tomil-Gagil (seltener Tamil-Gagil) genannt, ist die zweitgrößte Insel der Yap-Inseln, einer kleinen Inselgruppe im Westpazifik. Diese ist ca. 1250 km von Neuguinea und 820 km von Guam entfernt.
Die bewaldete Insel liegt nordöstlich von Yap, getrennt durch den 1300 Meter langen und über weite Strecken weniger als 10 Meter breiten Tagireeng Canal, und südöstlich von Maap, getrennt durch den minimal 66 Meter breiten und 2100 Meter langen Meeresarm Yunearawëy (Yuneroway). Der Tagireeng Canal wurde 1901 künstlich angelegt; bis dahin war Gagil-Tomil mit der Hauptinsel Yap verbunden.
Zur Volkszählung 2010 lebten 2094 Einwohner in den beiden Inselgemeinden Gagil und Tomil.
Namensgebend für den Doppelnamen waren die beiden Gemeinden Gagil und Tomil. Dabei erstreckt sich die Gemeinde Tomil auch auf die Nachbarinsel Yap, womit das dortige Dorf Gargey ebenfalls zur Gemeinde Tamil zählt. Die im Zensus ausgewiesene Bevölkerungszahl von 2094 für die beiden Gemeinden schließt somit (strenggenommen) auch die Bewohner von Gargey ein. Die um diese Einwohnerzahl bereinigte Inselbevölkerung von Gagil-Tomil beträgt daher schätzungsweise lediglich rund 1950 Personen.